# Protestes contra Elon Musk

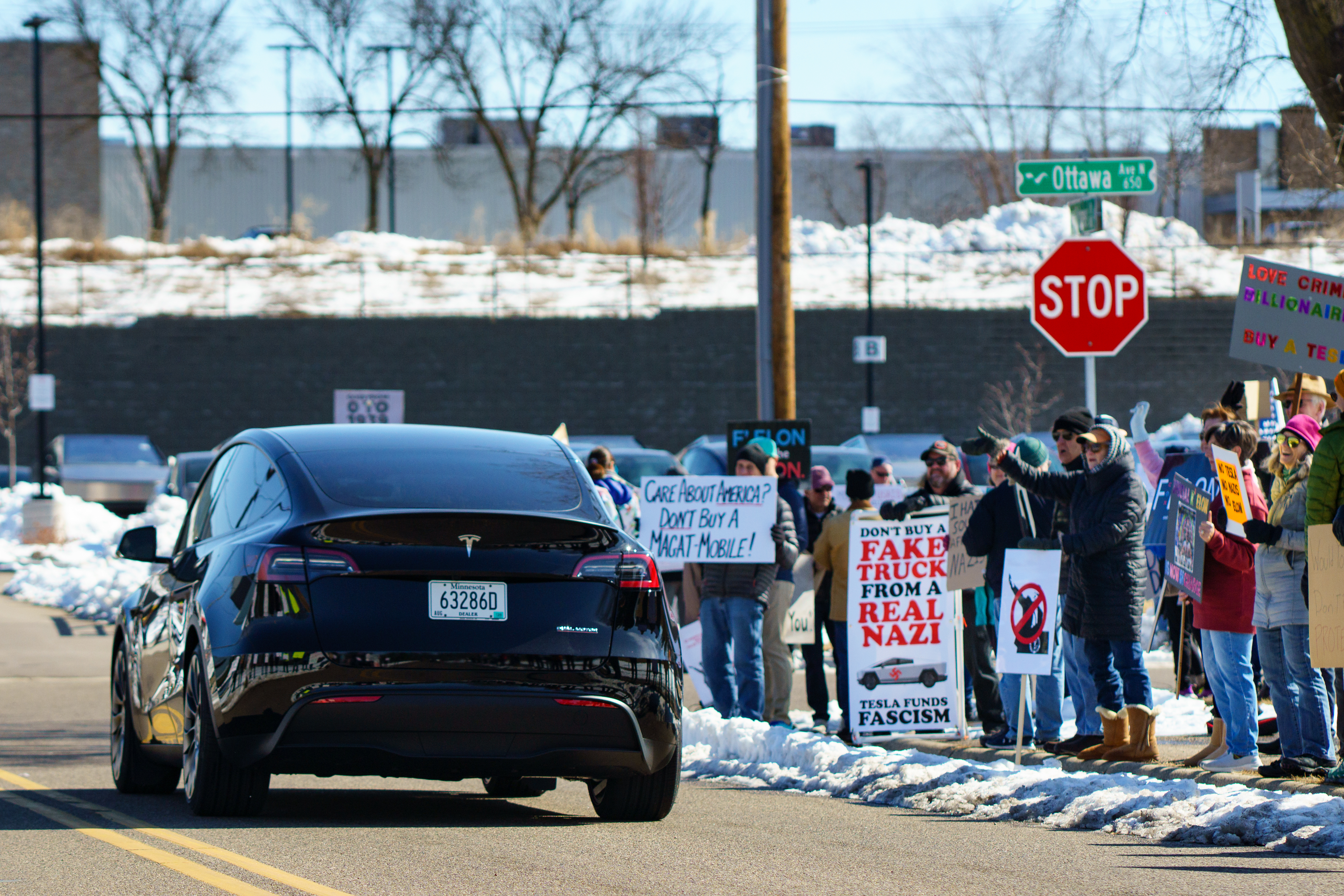
Manifestants del moviment "Retirada de Tesla" a les instal·lacions de Tesla Service a Minneapolis, març de 2025

Les protestes contra l'empresari Elon Musk des de 2019 s'han produït per diferents motius, amb esdeveniments recents que responen a la participació de Musk en el Departament d'Eficiència del Govern (DOGE) i la  segona Presidència de Donald Trump. Les incursions de Musk en la política d'ultradreta i la seva ingerència en les campanyes electorals europees el 2025 també van provocar una reacció global. Els manifestants sovint apunten a la propietat i les sales d'exhibició de Tesla com una extensió o símbol del seu poder percebut.
Les protestes s'han produït al Canadà, el Regne Unit, Alemanya i Portugal, així com desenes als EUA. Les protestes organitzades han estat de caràcter pacífic, si bé també s'han denunciat actes vandàlics aïllats.

## Abans de la segona administració de Donald Trump
El 2019, Musk va rebre una reacció generalitzada després d'haver anomenat "pedòfil" el bussejador britànic de coves, Vernon Unsworth. Ho va fer en una piulada de Twitter suprimida posteriorment després que no acceptés l'ajuda de Musk en el rescat de la cova de Tham Luang. Unsworth va demandar a Musk per difamació, si bé Musk va ser considerat innocent.
El juliol del 2020, Musk també va haver una reacció per la seva declaració a Twitter: "Farem un cop a qui vulguem! Cal fer-hi front". Aquesta declaració fa referència al cop d'estat contra Evo Morales Ayma, l'expresident de Bolívia, on l'empresa de Musk, Tesla, tenia interessos en els jaciments de liti.
El juny de 2021, un grupt de manifestants van protestar davant de la fàbrica Tesla Fremont per la participació de Musk amb criptomonedes.
El febrer de 2023, els manifestants es van reunir fora de la seu de Twitter després de les notícies dels acomiadaments provocats per Musk a la xarxa social que acabava d'adquirir.
El novembre de 2023, Musk va ser criticat per les seves teories de conspiració antisemites i punts de vista antisemites que va compartir a la xarxa X. Les seves declaracions van ser condemnades pel llavors secretari de premsa de la Casa Blanca, Andrew Bates. Musk també va ser criticat per permetre l'augment de l'antisemitisme dins la xarxa X.
El maig de 2024, centenars de manifestants contraris als plans d'ampliació d'una planta de Tesla a Alemanya es van enfrontar amb la policia després d'intentar assaltar la instal·lació de fabricació de vehicles elèctrics.

## Durant la segona administració de Donald Trump

### Als Estats Units

#### Retirada de Tesla
Moltes protestes anti-Musk des de principis de 2025 es van organitzar sota l'ensenya de "Retirada de Tesla". Es tracta d'un moviment de base descentralitzat que coordina manifestacions pacífiques a les portes dels concessionaris de venda de Tesla.

#### Altres protestes
El 3 de febrer de 2025 va haver una manifestació davant de l'Oficina de Gestió de Personal on van expressar que continuaran protestant durant la resta de la setmana en oposició a DOGE i a Musk. Els manifestants es queixaven que Musk havia pres el control il·legal de la infraestructura del govern, i van plantejar la preocupació que Musk fos un estranger no elegit que potencialment podia robar informació sensible emmagatzemada en servidors informàtics federals.

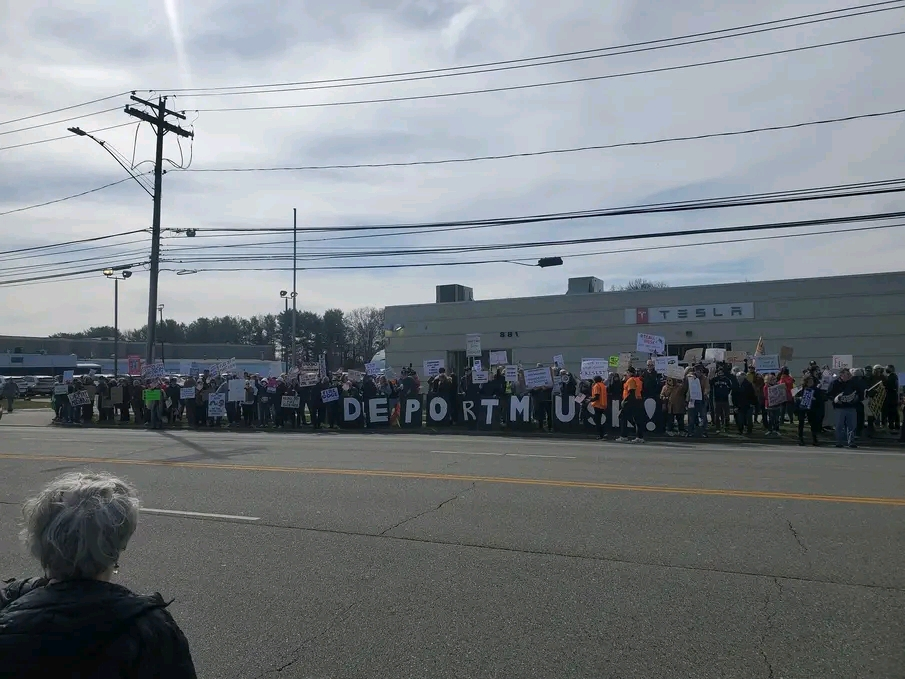
Protesta en un concessionari de Tesla a Milford, Connecticut

El 5 de febrer de 2025 es va fer una concentració davant del Departament del Tresor, organitzada pel boca-orella i les xarxes socials, amb centenars de participants. Hi van participar treballadors federals, jubilats i altres que estaven alarmats i enfadats per les accions de Musk i la DOGE i la seva trajectòria, corejant "Elon Musk s'ha d'anar" i rètols que deien "No Trump, No Musk, No Fascist USA" i "Musk és el propietari de Trump". Polítics demòcrates com el senador Chuck Schumer, el senador Chris Van Hollen i la representant Maxine Waters van parlar a la protesta.
A mitjans de febrer es va publicar que els propietaris de Tesla estaven venent els seus vehicles com a protesta, i el 31% dels conductors de Tesla enquestats van dir que les accions de Musk els havien fet considerar vendre el seu cotxe. El 14 de març, el senador Mark Kelly va publicar un vídeo a la xarxa X afirmant que també vendria el seu Tesla, ja que va ser "construït i dissenyat per un imbècil".
El març de 2025, es va publicar un lloc web anomenat DogeQuest, que revelava adreces que suposadament pertanyien a propietaris nord-americans de vehicles Tesla i empleats de DOGE.

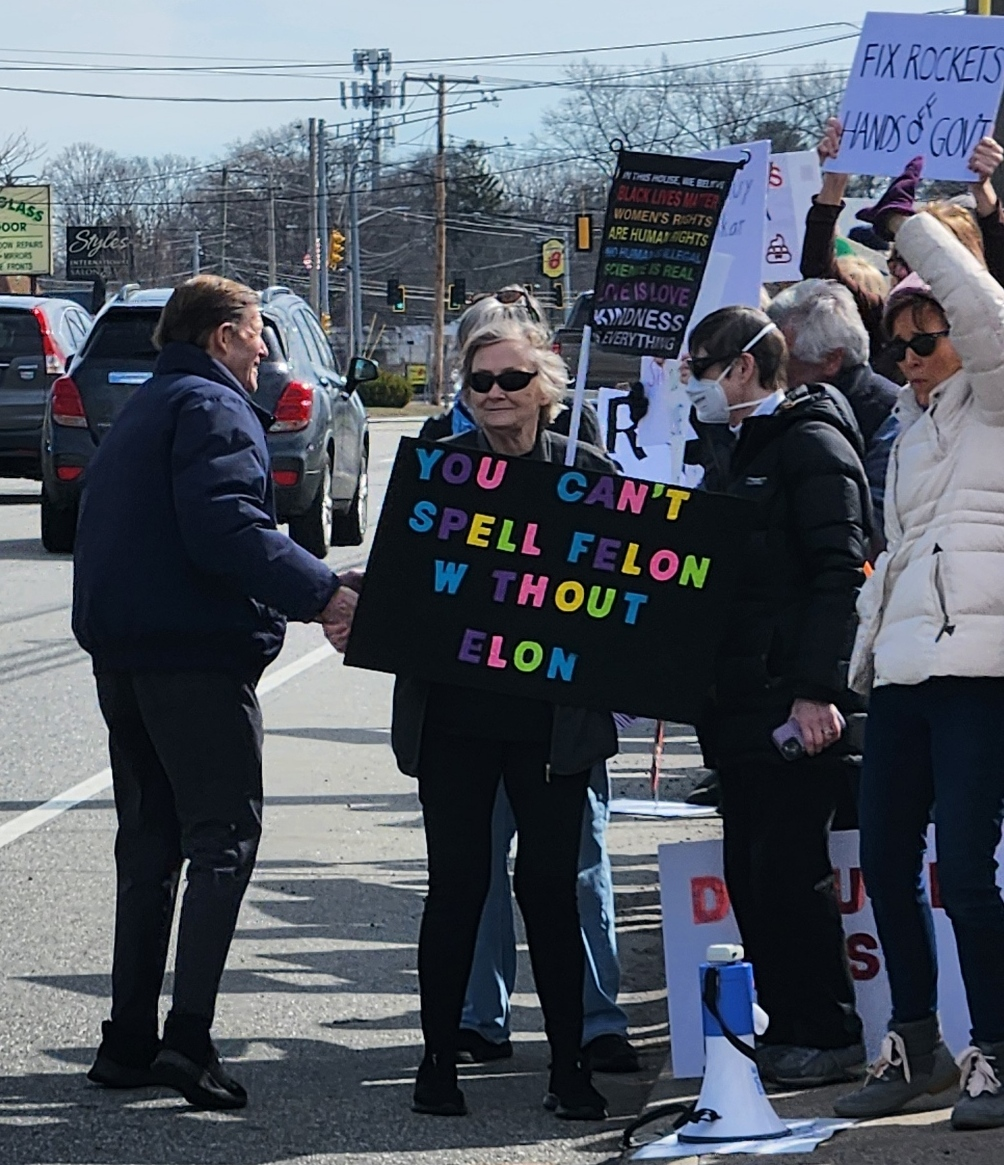
El senador Richard Blumenthal barrejant-se amb manifestants en un concessionari de Tesla a Milford, Connecticut

El 22 de març, un branca del moviment progressista Indivisible va organitzar una protesta davant d'un concessionari Tesla a Milford, Connecticut; s'hi van concentrar unes 300 persones. El senador Richard Blumenthal va parlar a la protesta, demanant-los que continuïn i elogiant el senador Chuck Schumer.

### Internacional
El mes de març de 2025, el grup de protesta Led By Donkeys va utilitzar una grada arrossegada per un cotxe Tesla per gravar l'eslògan "No compreu un Tesla", juntament amb una imatge de Musk fent un gest que va ser descrit com a "nazi " pel gravador a la platja de Black Rock Sands, al nord de Gal·les .

## Vandalisme

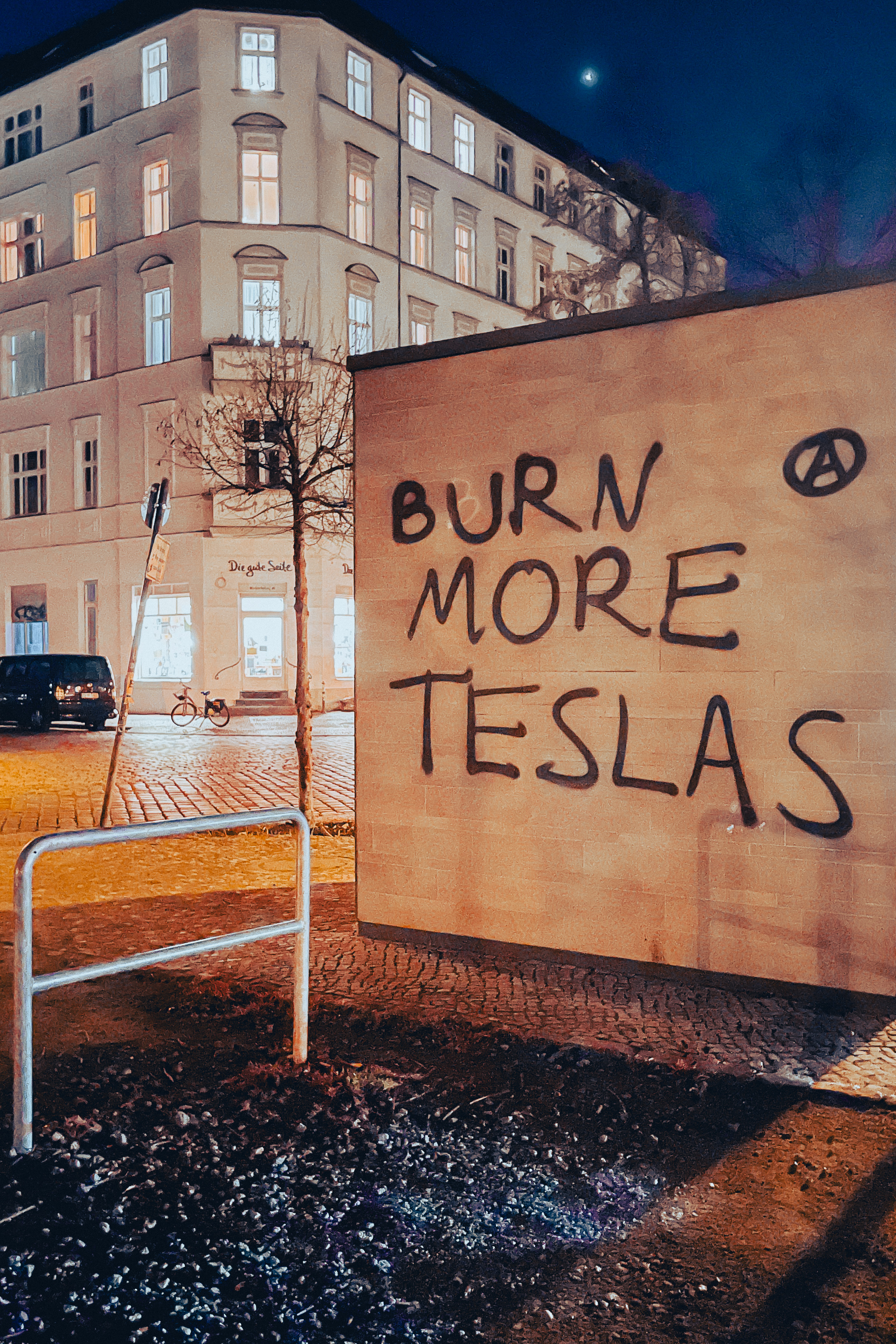
Graffiti a Berlín, Alemanya a finals de gener de 2025

Els casos de vandalisme significatiu de propietats de Tesla, inclosa la desfiguració de 34 Cybertrucks a Florida, EUA, van començar a partir de desembre de 2024. Després dels informes inicials sobre les activitats controvertides de DOGE, el vandalisme de les propietats de Tesla va augmentar.
Una botiga de Tesla a Loveland, Colorado, va patir alguns danys a entre gener i febrer. A Salem, Oregon, el 20 de gener, uns testimonis van declarar que s'havien llançat còctels molotov a la botiga Tesla provocant dos incendis que van causar danys per valor de mig milió de dòlars. Després, el 19 de febrer, els aparadors van ser danyats per bales a la mateixa botiga de Salem. El 2 de març, dotze Tesla van ser incendiats en una botiga de Tolosa de Llenguadoc, França, destruint vuit vehicles i danyant-ne quatre. Set estacions de càrrega de Tesla van ser incendiades prop de Boston el 3 de març. El 6 de març es van disparar almenys set trets a una botiga Tesla a Tigard, Oregon.

### Denúncies de terrorisme local
El 20 de març de 2025, NPR es va notificar la detenció de tres persones que havien vandalitzat els concessionaris i les estacions de càrrega de Tesla. Es va plantejar el dubte de si aquestes accions constituïen o no terrorisme local. La NPR va informar que s'havien fet servir "còctels Molotov per tal d'incendiar cotxes i estacions de càrrega Tesla, a més de comptar amb altres "dispositius incendiaris" i un rifle AR-15 amb silenciador". NPR va declarar: "Tot i que ningú ha resultat ferit o assassinat per aquests atacs, tres professors i investigadors en tema de terrorisme intern i extremisme diuen a NPR que consideren que aquests casos són actes de terrorisme domèstic". Bruce Hoffman, membre sènior de la lluita contra el terrorisme i la seguretat nacional del Consell de Relacions Exteriors, van dir: "És segur que es tracta de terrorisme domèstic. Sé que pot incomodar a molta gent. Però el vandalisme és un delicte que si es comet amb un motiu polític, sens dubte es pot definir com a terrorisme".
El 21 de març, Trump va reiterar la seva creença que els vàndals de Tesla eren terroristes, comparant el vandalisme amb l'atac al Capitoli dels Estats Units del 6 de gener i va afirmar que "ningú va ser assassinat" durant el motí del Capitoli a part d'Ashli Babbitt, que va ser abatuda per la policia del Capitoli mentre intentava assaltar el vestíbul del president. No obstant això, diversos agents de la policia del Capitoli es van suïcidar durant les setmanes posteriors als disturbis i uns 140 agents van resultar ferits durant l'atac. No hi ha hagut morts ni ferits greus en relació amb les protestes de Tesla.

### Resposta de Musk
Quan se li va preguntar sobre el vandalisme mentre parlava amb Sean Hannity de Fox News, Musk va afirmar sense cap prova que el vandalisme i la violència provenien dels demòcrates. Va afirmar; "Realment m'ha sorprès, aquesta violència de l'esquerra. Vaig pensar que els demòcrates havien de ser el partit de l'empatia, el partit de la cura, i, tanmateix, estan cremant cotxes i disparant bales als concessionaris... Tesla és una empresa pacífica. Mai hem fet res dolent, mai he fet res dolent. Jo sempre he fet coses productives". Musk va afegir, a més, com creia que hi havia una "malaltia mental " i va suggerir que els autors estaven liderats per una "força més gran" que finançava i coordinava la violència. Els experts de les forces de l'ordre i del terrorisme nacional no han trobat cap prova que els atacs estiguin coordinats.
Musk també va al·legar que la violència va ser causada per individus molests als que se'ls havia denegat beneficis que havien obtingut de manera fraudulenta afirmant que "... quan els treus els diners que estan rebent de manera fraudulenta, es molesten molt... Bàsicament volen matar-me perquè estic aturant el seu frau i volen fer mal a Tesla perquè estem aturant aquest terrible malbaratament. La mala gent fa coses dolentes".
Musk també va manifestar que les persones transgènere estaven darrere dels incidents, perquè "La probabilitat que una persona trans sigui violenta sembla ser molt més alta que la dels no trans".

## Respost dels propietaris de Tesla

Adhesiu de para-xocs desaprovant Elon Musk amb el text:"Ho vaig comprar abans de saber que Elon estava boig"

El març de 2025 es va publicar que alguns propietaris de Tesla estaven posant adhesius de para-xocs als seus cotxes per aclarir als altres que, tot i conduir un Tesla, no admeten Musk.